# Henri Rousseau

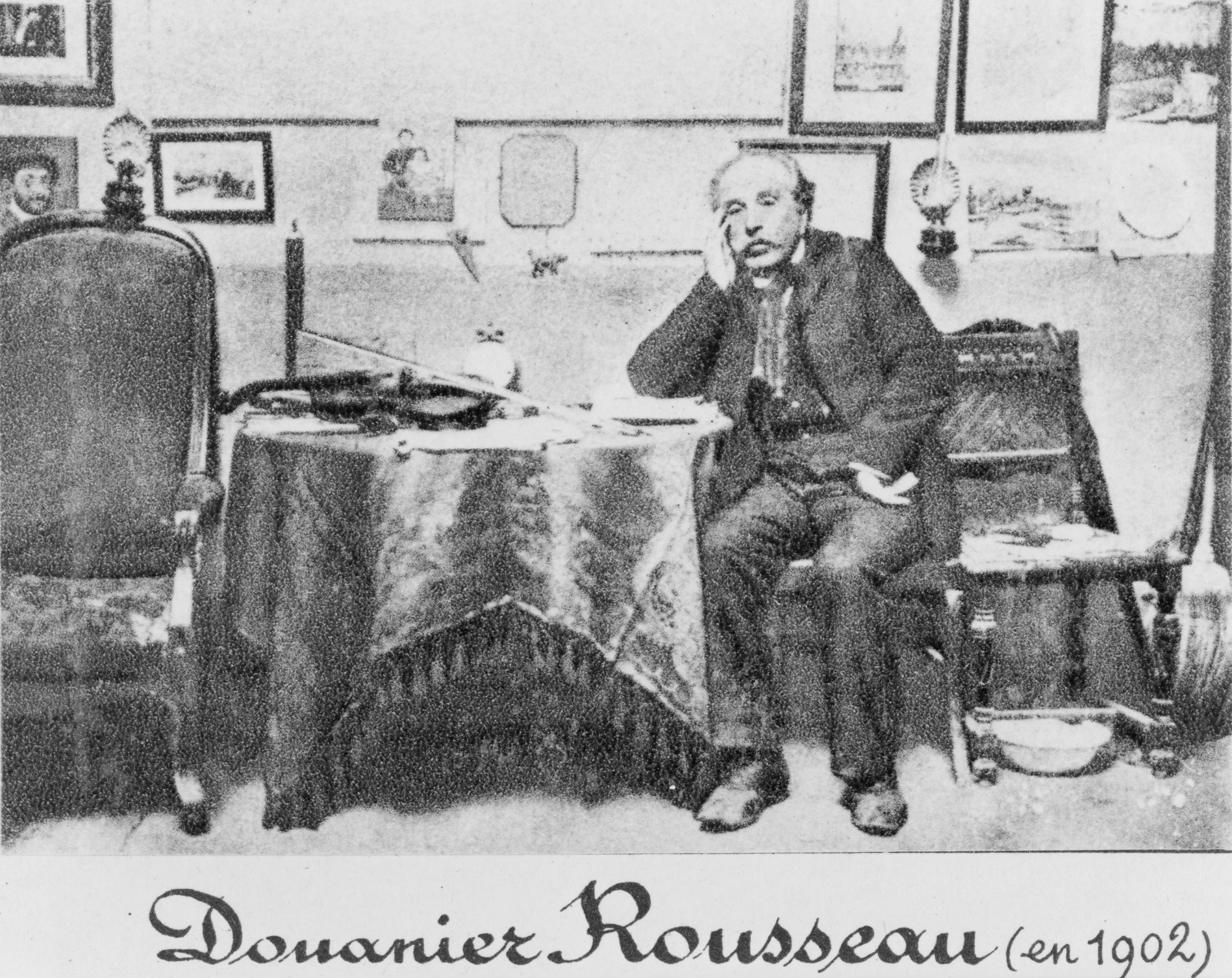
Rousseau en 1902.

Henri Julien Félix Rousseau (Laval; 21 de mayo de 1844 - París; 2 de septiembre de 1910), llamado "El aduanero Rousseau" por su trabajo en los servicios de aduanas en París, fue un célebre pintor francés, uno de los máximos representantes del arte naíf. Ridiculizado por la crítica en su época, fue sin embargo reconocido por su talento autodidacta y calidad artística, ejerciendo gran influencia en varios artistas de vanguardia. No confundir con Henri Émilien Rousseau (1875-1933).

## Biografía
Nació en Laval, en la región de Mayenne, hijo de un hojalatero. Laval es también ciudad natal de Alfred Jarry, una de las primeras personas en reconocer su talento. Henri Rousseau vivió en su juventud en Angers, que no era una ciudad grande en ese tiempo, de historia medieval, al borde del río Loira. Angers tuvo una tradición de tapicerías medievales. Aunque no era buen estudiante, ganó premios en dibujo y música. Después trabajó para un abogado y estudió Derecho, pero "intentó un pequeño perjurio y buscó refugio en el ejército". Sirvió cuatro años, cuando al morir su padre se trasladó a París, en 1868, a sus 24 años, para mantener a su madre viuda como empleado del gobierno. La tradición vista en su juventud se refleja en sus visitas frecuentes al Museo Cluny, especializado en el arte medieval francés.
Ese mismo año de 1868 se casó con Clémence Boitard, la hija de quince años de su casera, con quien tuvo seis hijos, pero todos los niños fallecieron en la infancia menos uno. En 1871 fue nombrado recaudador de impuestos sobre las mercancías que entraban en París. Su esposa murió en 1888, y se casó con Josephine  Noury en 1898. Empezará a dedicarse a la pintura cuatro años después de su llegada en 1868, de manera autodidacta.
Tras su jubilación en 1893, complementó su pequeña pensión con trabajos a tiempo parcial y tocando el violín por las calles. Trabajó también brevemente en Le Petit Journal, produciendo varias portadas. Rousseau expuso su último cuadro, El sueño, en marzo de 1910, en el Salón de los Independientes.
En el mismo mes, sufrió un absceso en la pierna, el cual ignoró. En agosto, fue admitido en el hospital Necker de París, donde había muerto su hijo, descubriéndose que había degenerado en gangrena. Después de una operación para amputar la pierna, murió por un coágulo en la sangre el 2 de septiembre de 1910. A su funeral asistieron los pintores Paul Signac y Manuel Ortíz de Zárate, el matrimonio de artistas formado por Robert Delaunay y Sonia Terk, el escultor Brancusi, el casero de Rousseau, Armand Queval, y el poeta Guillaume Apollinaire, que escribió el epitafio que Brancusi talló en su lápida:
"Te saludamos, gentil Rousseau, puedes escucharnos.
Delaunay, su esposa, Monsieur Queval y yo.
Deja que nuestro equipaje pase libre de impuestos por las puertas del Cielo.
Le traemos pinceles, pinturas y lienzos.
Para que pase su sagrado ocio en
la luz y la verdad de la pintura.
Como hizo una vez con mi retrato frente a las estrellas, el león y la gitana."

## Obra
Henri Rousseau dedicaba mucho tiempo a cada uno de sus cuadros, he aquí que su obra sea relativamente escasa.

### Estilo

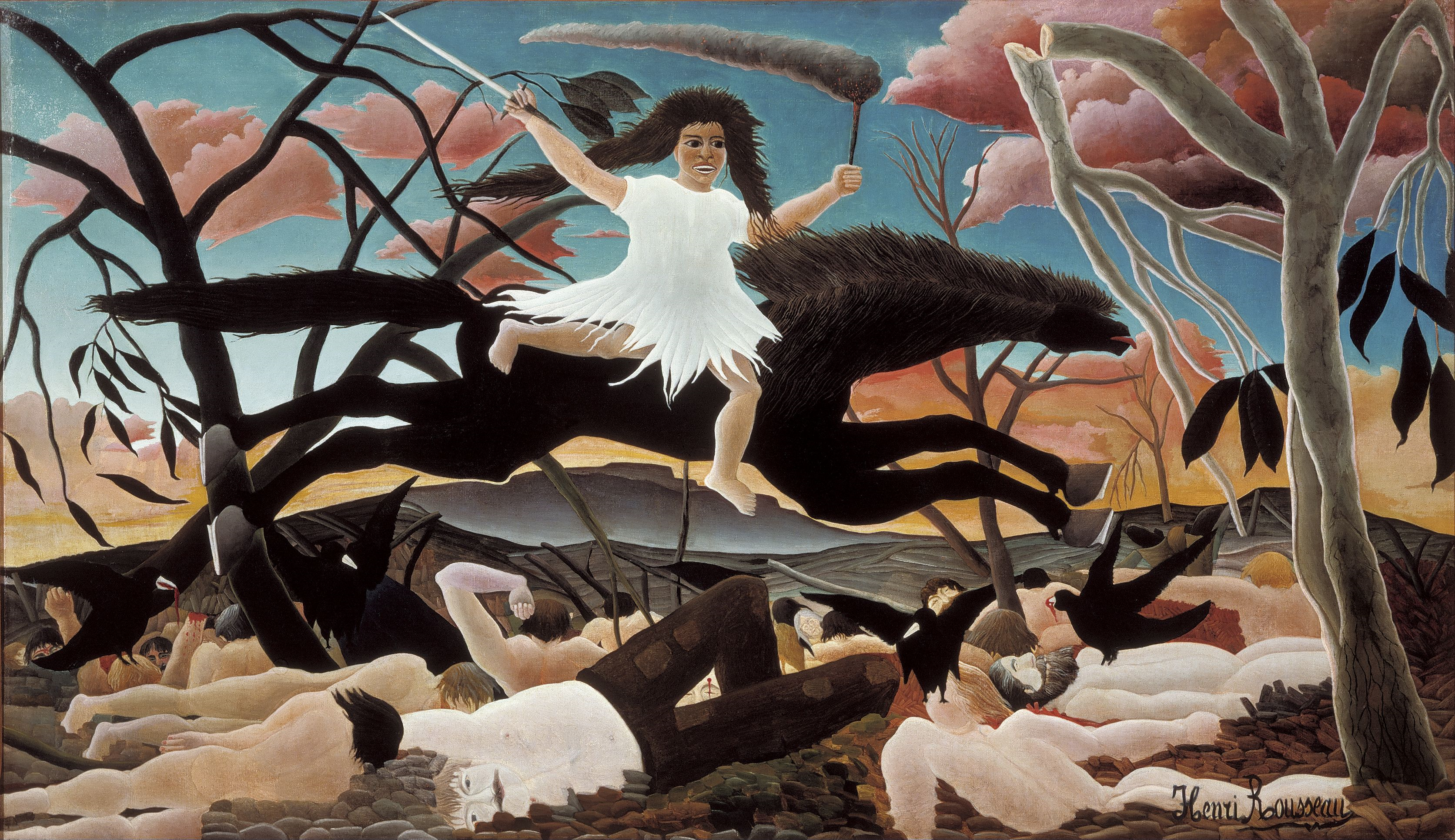
La guerra (La cabalgada de la discordia), 1894.

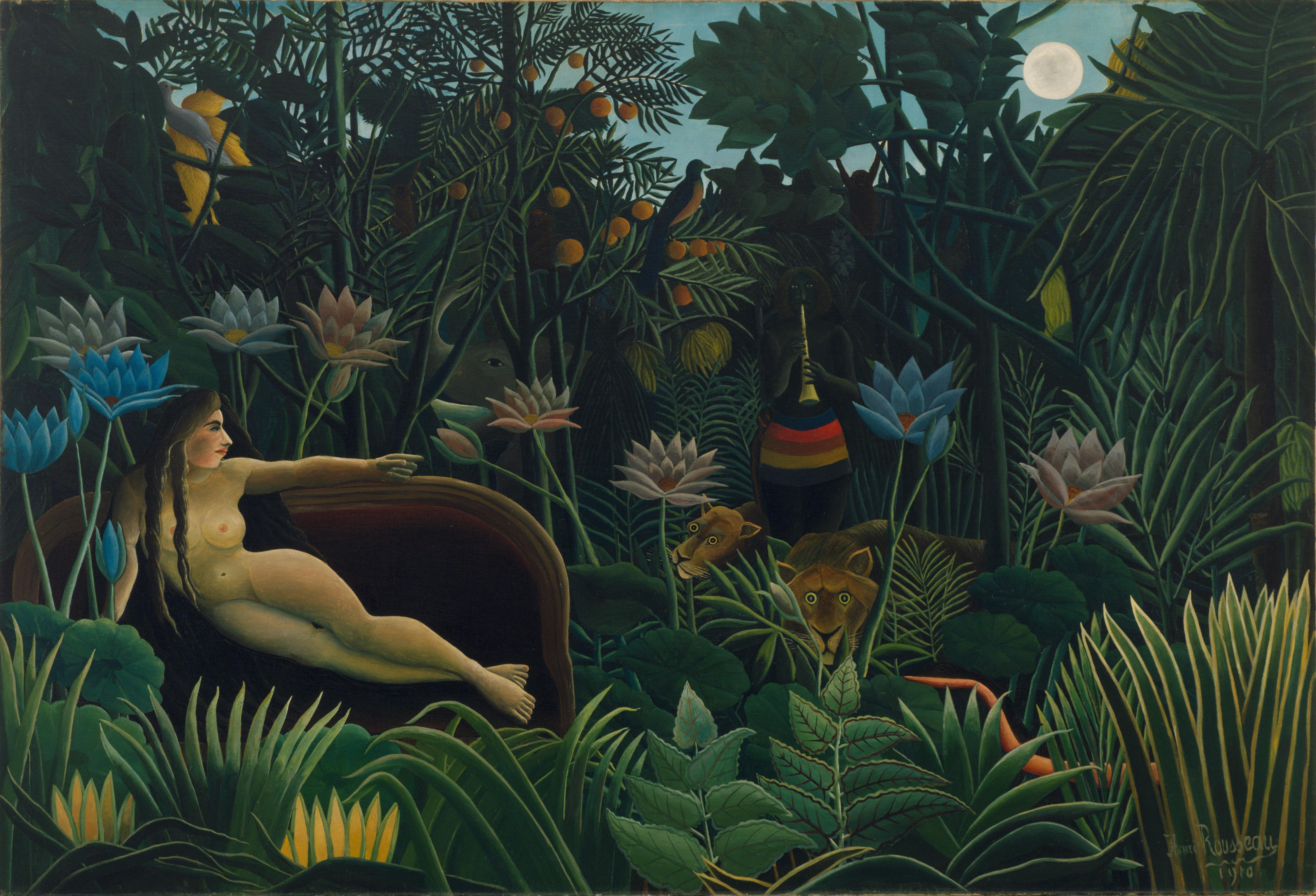
El sueño (Rousseau), 1910.

A pesar de las intenciones "realistas", en la obra de Rousseau destacan el tono poético, la búsqueda de lo exótico y, sobre todo, su estilo naíf, reflejo de una aparente sensibilidad infantil propia de los artistas con poca o nula formación académica; esta ingenuidad otorga con frecuencia a sus trabajos un aspecto involuntario de caricatura. En el caso del pintor de Laval, es efectivamente su formación autodidacta junto a una primacía de la fantasía sobre lo real lo que determina este estilo, de difícil inclusión en movimientos artísticos de la época. A pesar de desconocer las técnicas compositivas, logró dotar a sus obras de un sugerente y complejo colorido, muy elogiado entre sus seguidores.
Aproximadamente desde 1890 se observa una maduración en su lenguaje pictórico. Si bien durante toda su carrera artística pintó obras de corte realista, con frecuencia también dejó que su fantasía se potenciara hasta casi el surrealismo. Por ejemplo, en La gitana dormida (1897) se ve a una mujer durmiendo plácidamente en medio de un exótico desierto mientras un león la observa muy de cerca; el paisaje y el león podrían ser una fantasía onírica de la gitana. En El sueño (1910), esta potencialización de lo superrealista es igual de perceptible.
A menudo se incluye a Rousseau dentro del post-impresionismo francés. En cualquier caso, se le reconoce un estilo naíf original y muy intuitivo que le otorga un lugar destacado en la pintura francesa de finales del XIX y principios del XX, junto a sus coetáneos impresionistas, fauvistas y cubistas.

### Los temas exóticos

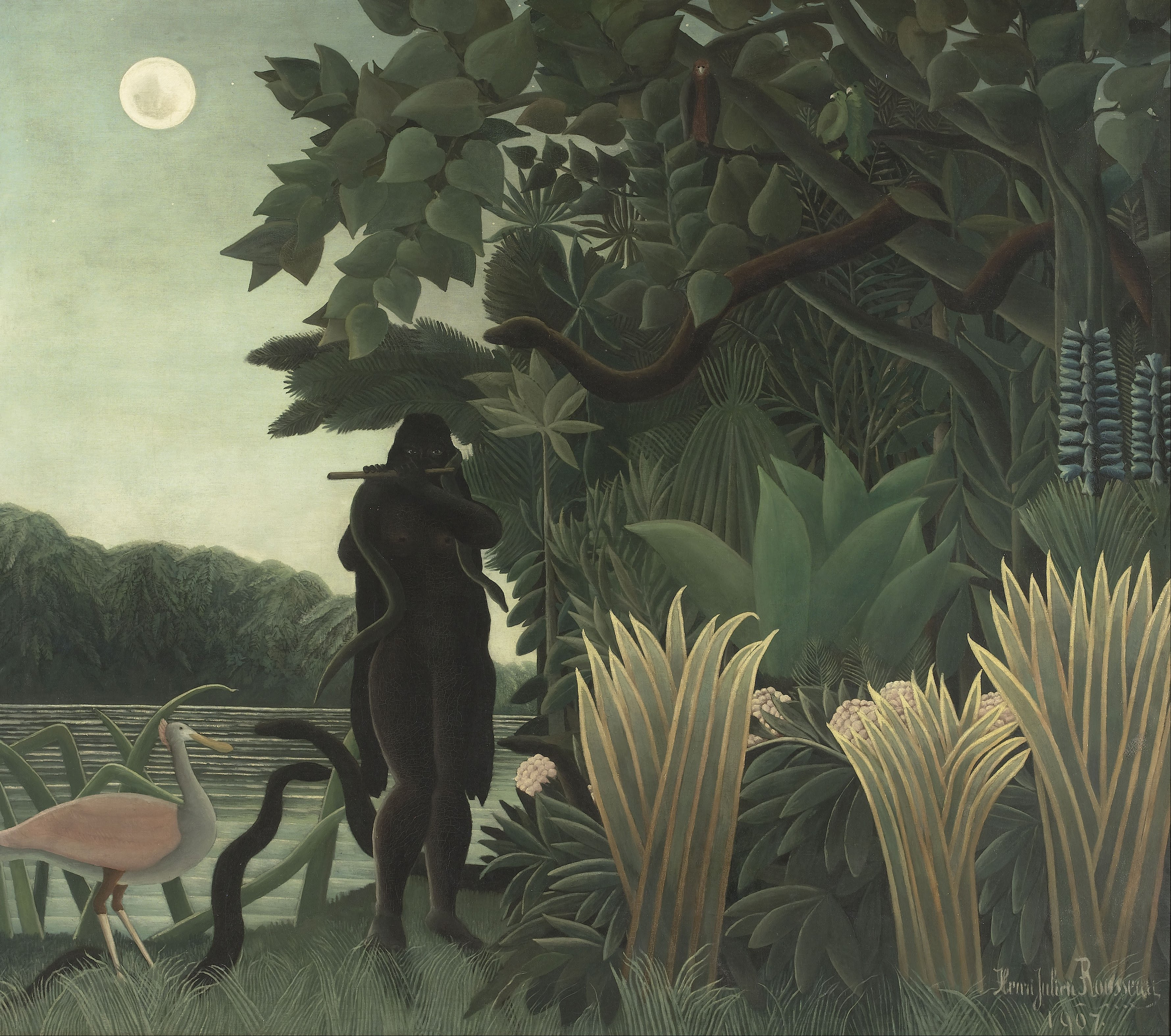
La encantadora de serpientes, 1907.

Sus cuadros más conocidos representan escenas selváticas, a pesar de que él nunca abandonó Francia ni vio una jungla. Carecen de rigor las historias difundidas por admiradores suyos sobre un supuesto servicio en el ejército que incluyera la fuerza expedicionaria francesa a México. 
Su inspiración provenía de libros con ilustraciones, de los jardines botánicos y de la ménagerie del Jardín de las Plantas de París (la ménagerie es la «casa de fieras», el antiguo zoo de París, aunque todavía está abierto en la actualidad), así como de dibujos de animales salvajes disecados. También había conocido a soldados durante su servicio militar que habían sobrevivido a la expedición francesa a México y había escuchado sus historias del país subtropical. Según el crítico Arsène Alexandre, el pintor describía sus visitas frecuentes al Jardín de las Plantas de esta manera: “Cuando me introduzco en los invernaderos de cristal y veo las extrañas plantas de tierras exóticas, tengo la sensación de entrar en un sueño”. 
Se considera que la primera (y la más representativa) de sus "junglas" es Tigre en una tormenta tropical (¡Sorprendido!) (1891).

### Los paisajes y retratos

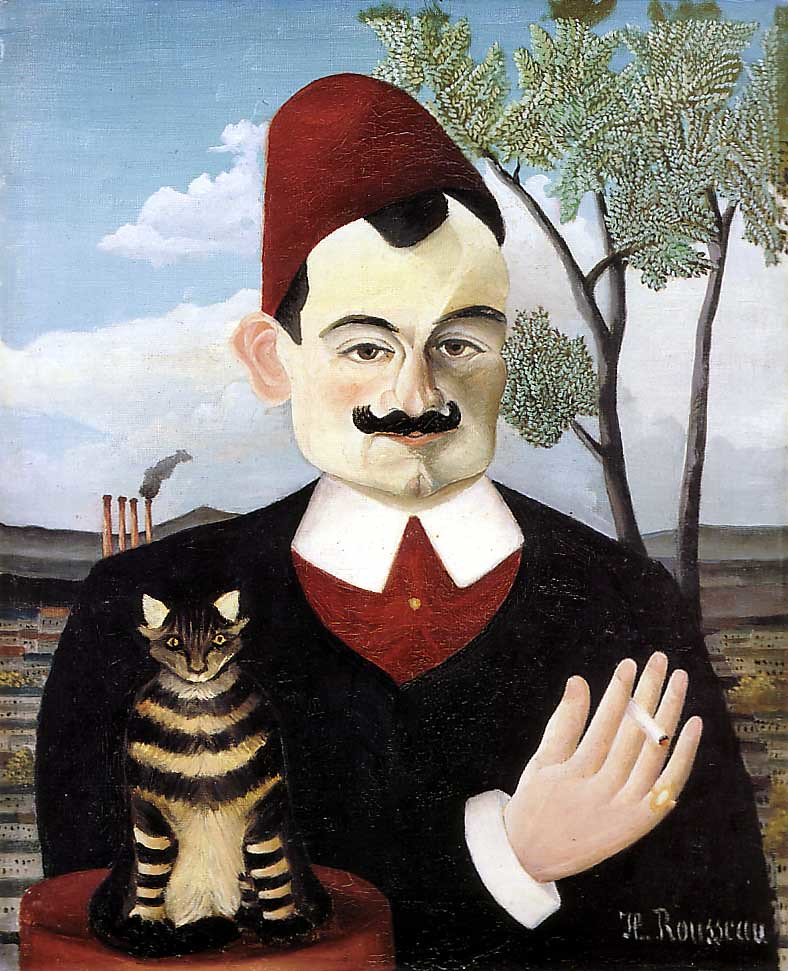
Retrato de Pierre Loti, 1910.

Junto a sus escenas exóticas hubo una producción simultánea de imágenes topográficas más pequeñas de la ciudad de París y sus alrededores. Estas tienen en ocasiones detalles relacionados con el progreso técnico y científico de la época: chimeneas de fábricas, aerostatos, dirigibles, postes de telégrafo, biplanos, etc. Ejemplos de estos paisajes son Paisaje con el dirigible Patrie (Paysage avec le dirigeable "Patrie", 1908), La passerelle de Passy (1904) y Pescadores en línea (Pêcheurs a la ligne, 1908). Estos cuadros, en los que la vegetación tiene un aire atemporal, representan a menudo lugares que él frecuentaba.
Rousseau afirmó, asimismo, haber inventado un nuevo género pictórico al que denominó retrato-paisaje, que consistía en comenzar el cuadro con una vista general de, por ejemplo, uno de sus lugares favoritos en París, añadiendo luego una persona en primer plano. Así ocurre, por ejemplo, en su autorretrato titulado Moi-même (Yo mismo, 1890).
En sus retratos, sean o no retratos-paisajes, los personajes están rígidos, en pose, casi inexpresivos, frecuentemente con los ojos muy abiertos y "mirando" frontalmente al espectador. Si los personajes son varios, están yuxtapuestos: uno al lado del otro. El paisaje de fondo, cuando lo hay, parece estar en el mismo plano por la falta de perspectiva.

Si bien los nombres de la mayoría de los retratos realizados por Rousseau no hacen referencia a las personas que aparecen en ellos, existen excepciones a esta regla (como el Retrato de la segunda esposa de Rousseau (Portrait de la seconde femme de Rousseau), o bien se conocen indicios que permiten identificar al personaje en cuestión (en Retrato de M. x, se sabe que la x representa a Pierre Loti).

## Técnica

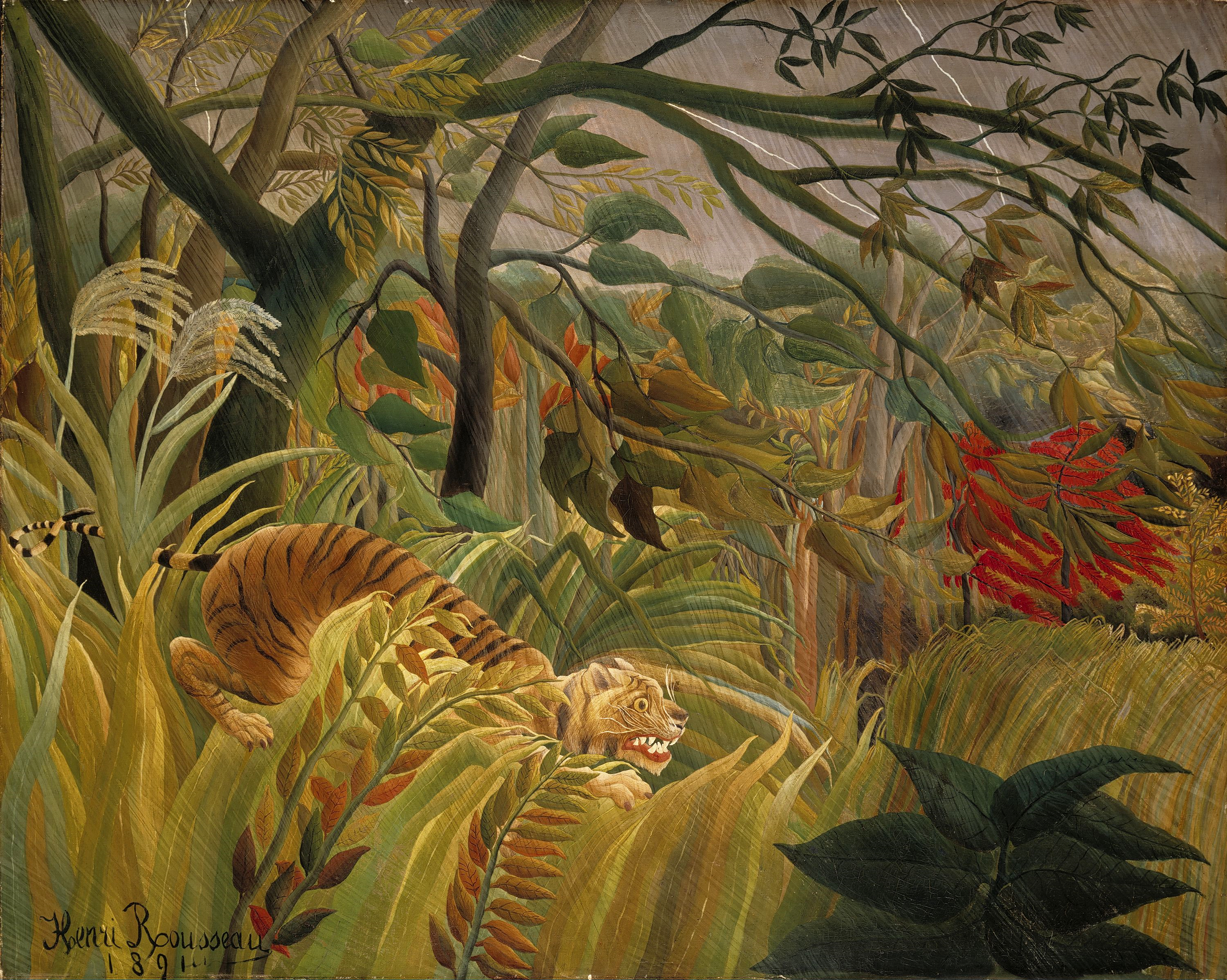
Tigre en una tormenta tropical, 1891.

Rousseau frecuentemente desconoce u olvida las perspectivas y las proporciones. En su obra, los claroscuros no sirven para dar profundidad ni una impresión de contorno, con lo que sus figuras suelen parecer "planas".
Su técnica habitual era la de capas de óleo, comenzando por los cielos y el fondo y concluyendo con la figuración de los personajes y animales. En algunas pinturas repintó ciertas áreas (principalmente los follajes de primer plano), motivo por el que en la actualidad tales áreas se encuentran cuarteadas o con efecto de craquelado.
Generalmente el acabado de la superficie es con un "glaseado", una especie de satinado y/o barnizado, sabiamente dispuesto que le aporta un brillo equilibrado a la obra. 
En Tigre en una tormenta tropical (¡Sorprendido!), logró una vía innovadora con una luz brillante que parece atravesar las pinceladas de gris claro sesgadas sobre el lienzo.
Rousseau declaró que no tuvo otro maestro que la naturaleza, aunque admitió haber recibido algunos consejos de dos pintores academicistas: Félix-Auguste Clément y Jean-Léon Gérôme. 

## Crítica y reconocimiento

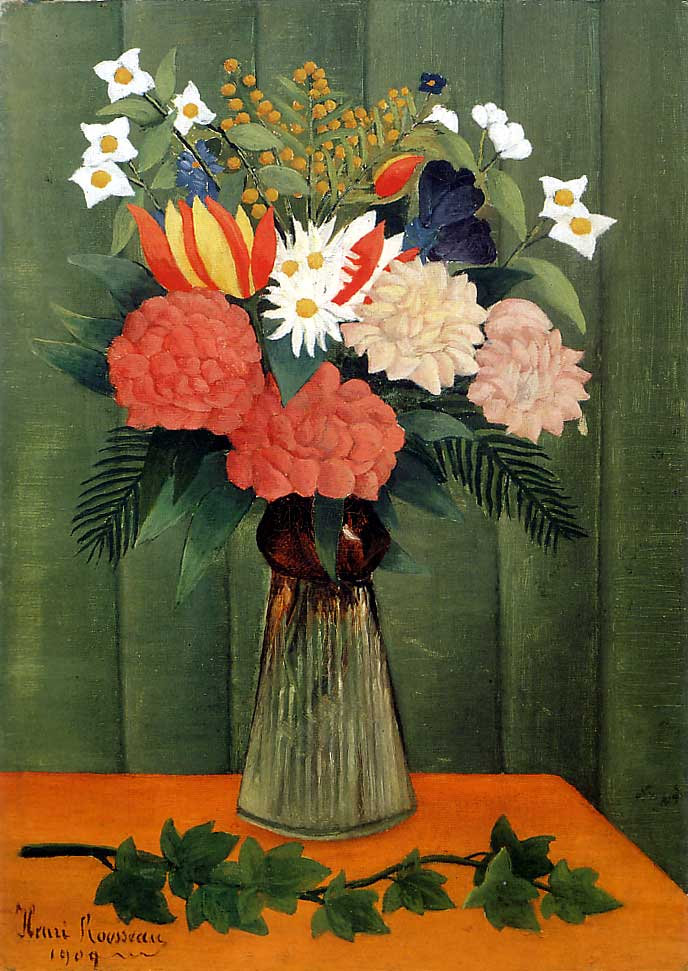
Bouquet de flores y rama de hiedra, 1909.

En 1886 —época en que pintaba principalmente retratos y escenas parisinas— expone invitado por los antiacademicistas en el Salon des Indépendants. El primer cuadro que expone es Soirés au carnaval (Velada en carnaval). Es entonces cuando recibe los elogios de Paul Gauguin, Georges Seurat, Félix Vallotton (que llega a afirmar que las obras de H.Rousseau son el Alfa y Omega de la pintura) y el crítico Wilhelm Uhde, quien lo señala en su tratado Cinco grandes maestros primitivos (Rousseau, Bauchardt, Bondois, Séraphine, Vivies). Poco a poco Rousseau logra hacerse reconocer por pintores vanguardistas como André Derain y Henri Matisse; entabla amistad con Robert Delaunay, Guillaume Apollinaire y, bastante después, con el español Pablo Picasso.
En 1905 Matisse elogia el cuadro de Rousseau titulado El león arrojándose sobre el antílope expuesto  en la primera exhibición de los "Fauves" (ver fovismo), en el Salón de Otoño de 1905.
En 1907 la madre de Robert Delaunay, Berthe, condesa de Delaunay le encarga y compra el cuadro La encantadora de serpientes.
En 1908 Picasso encuentra a Rousseau intentando vender sus cuadros en las calles de París, Picasso, ya bastante célebre, reconoce el genio de Rousseau y le ofrece un banquete de homenaje (mitad burlesco, mitad serio) en el atelier (taller) que el español poseía en el Bateau-Lavoir. [cita requerida]

## Exhibiciones temporales
Una exhibición de arte es una de las funciones esenciales de un museo de arte donde se "adquiere, conserva, estudia, expone  y  transmite  el  patrimonio material e inmaterial  de  la  humanidad”.
- El aduanero Rousseau: el paraíso perdido del pintor. Conservadora Kristýna Brožová. Autores del concepto: Gabriella Belli (Fundación Museo Cívico de Venecia) y Guy Cogeval (Musée d'Orsay, con colaboración con el Museo de Orsay. En la Galería Nacional de Praga, Praga, República Checa. Del 09/15/2016 al 15/01/2017.[8]
- El Aduanero Rousseau. Candidez arcaica. Curadores: Gabriella Belli (Fundación Museo Cívico de Venecia) y Guy Cogeval (Musée d'Orsay). En el Museo de Orsay, París, Francia. Del 22 marzo al 17 de julio de 2016.[9]
- Henri Rousseau. Con colaboración de Instituto de Arte de Chicago y el Museo de Arte Moderno de New York, Estados Unidos. Curador Daniel Catton. 1942.[10]

## Galería de paisajes de Rousseau

Paisajes de Henri Rousseau
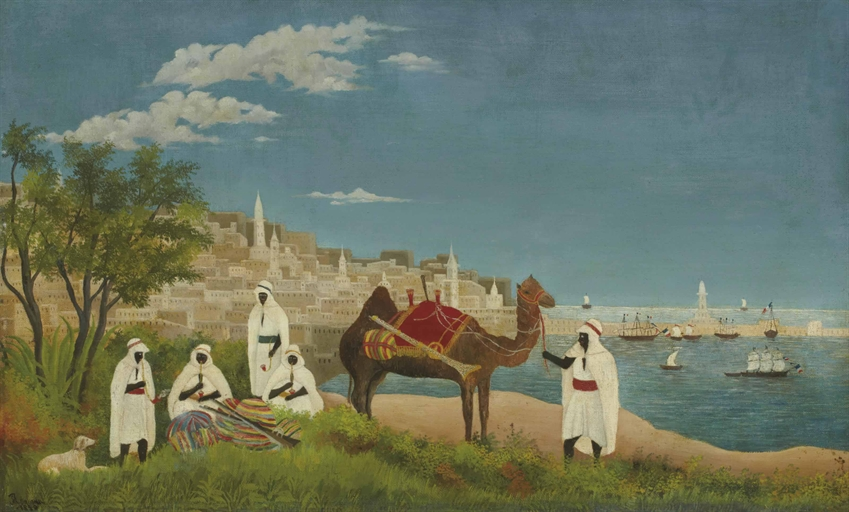
Paisage de Argel (1880).
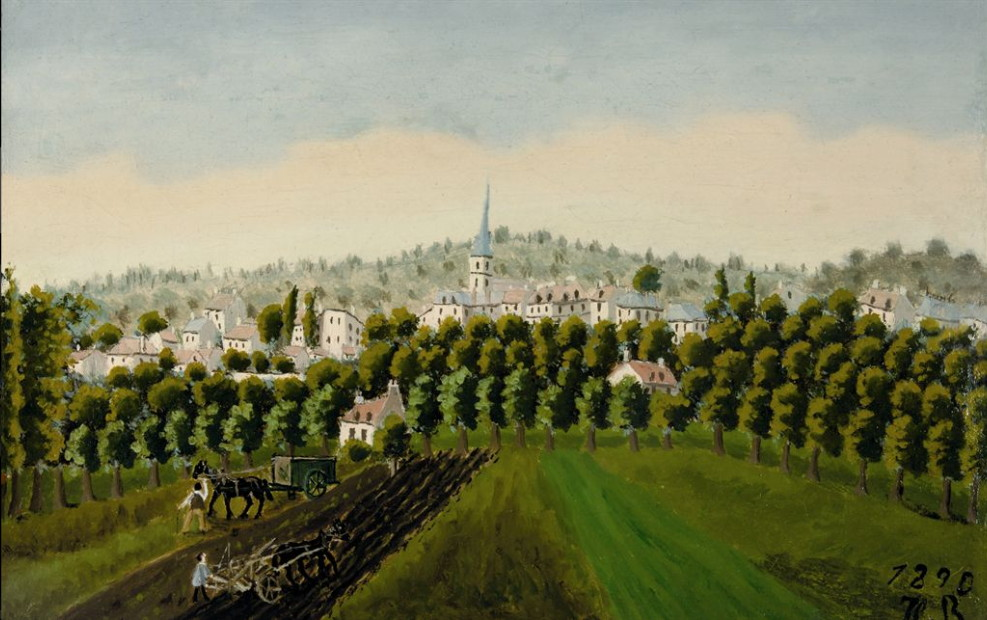
Vista de Billancourt  et Bas-Meudon (1890).
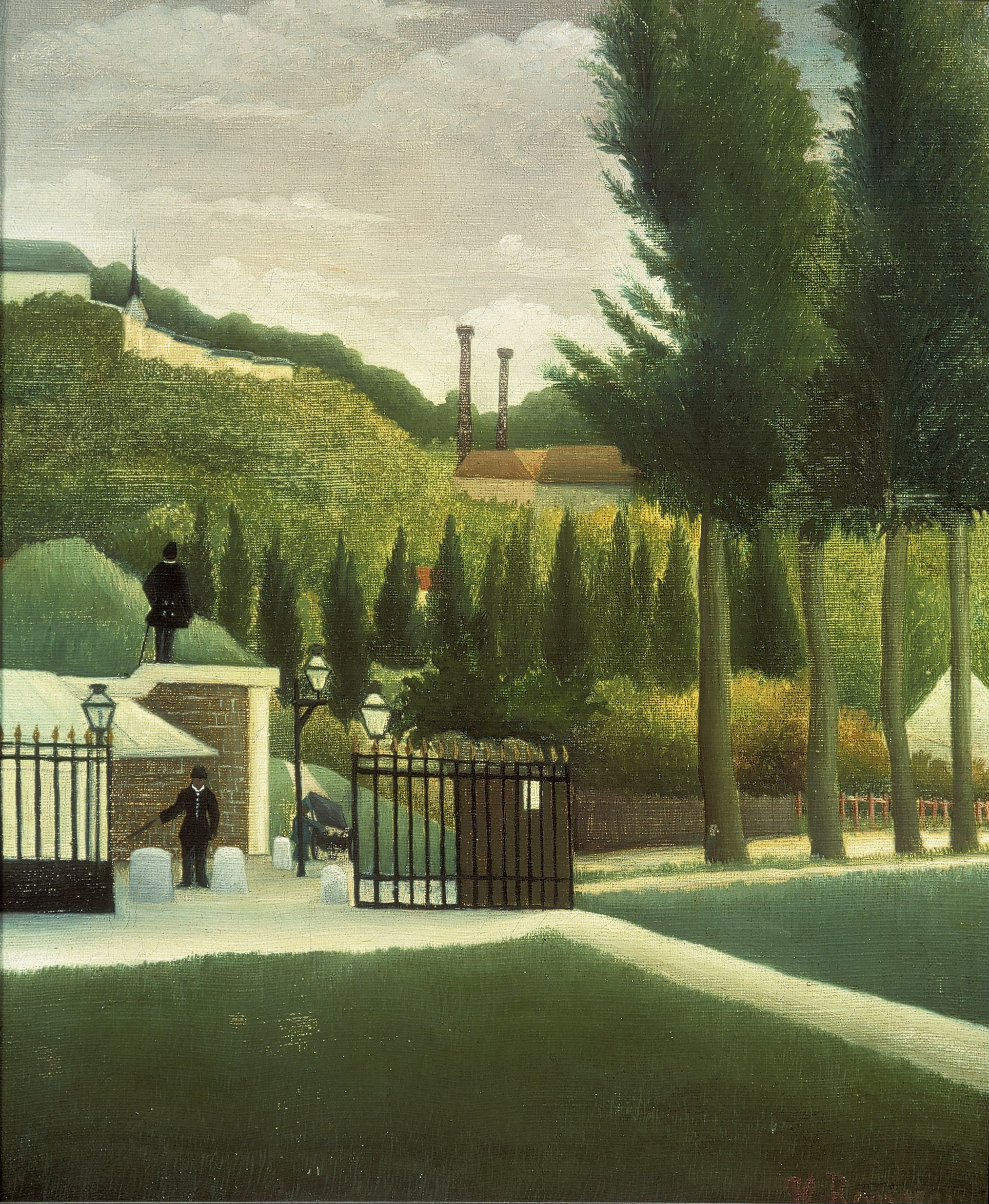
L’Octroi, Institut Courtauld (1890).

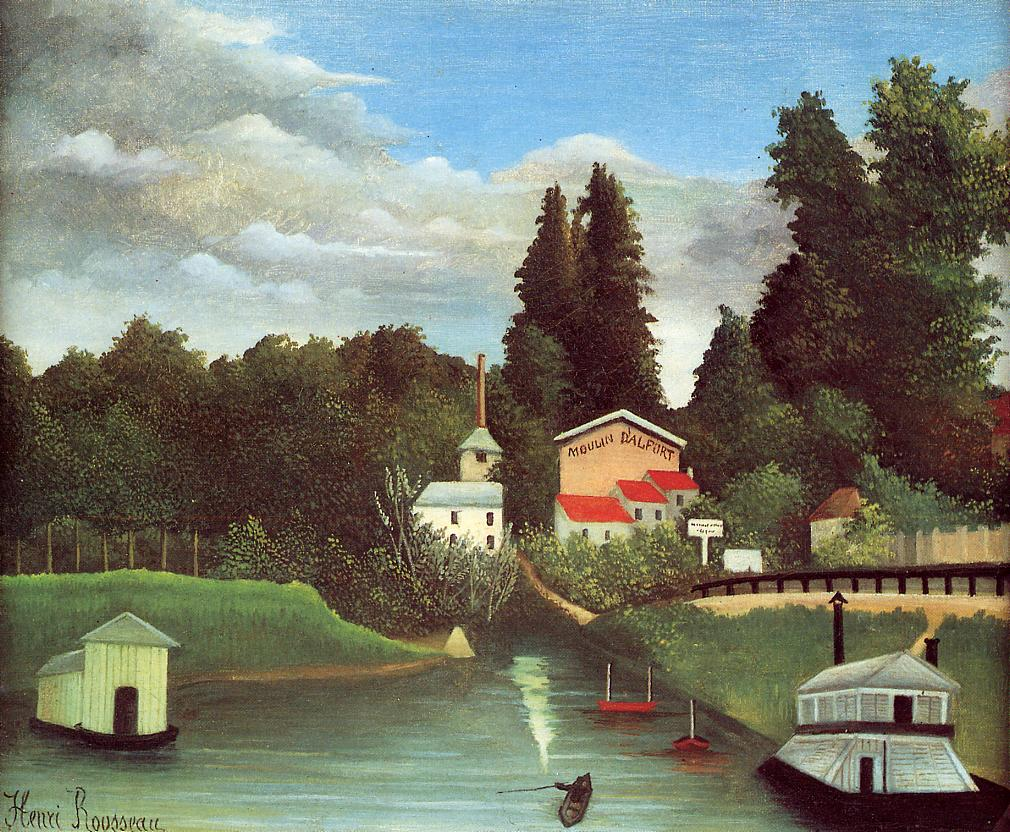
El molino de Maisons-Alfort, museo de Pola (1895).
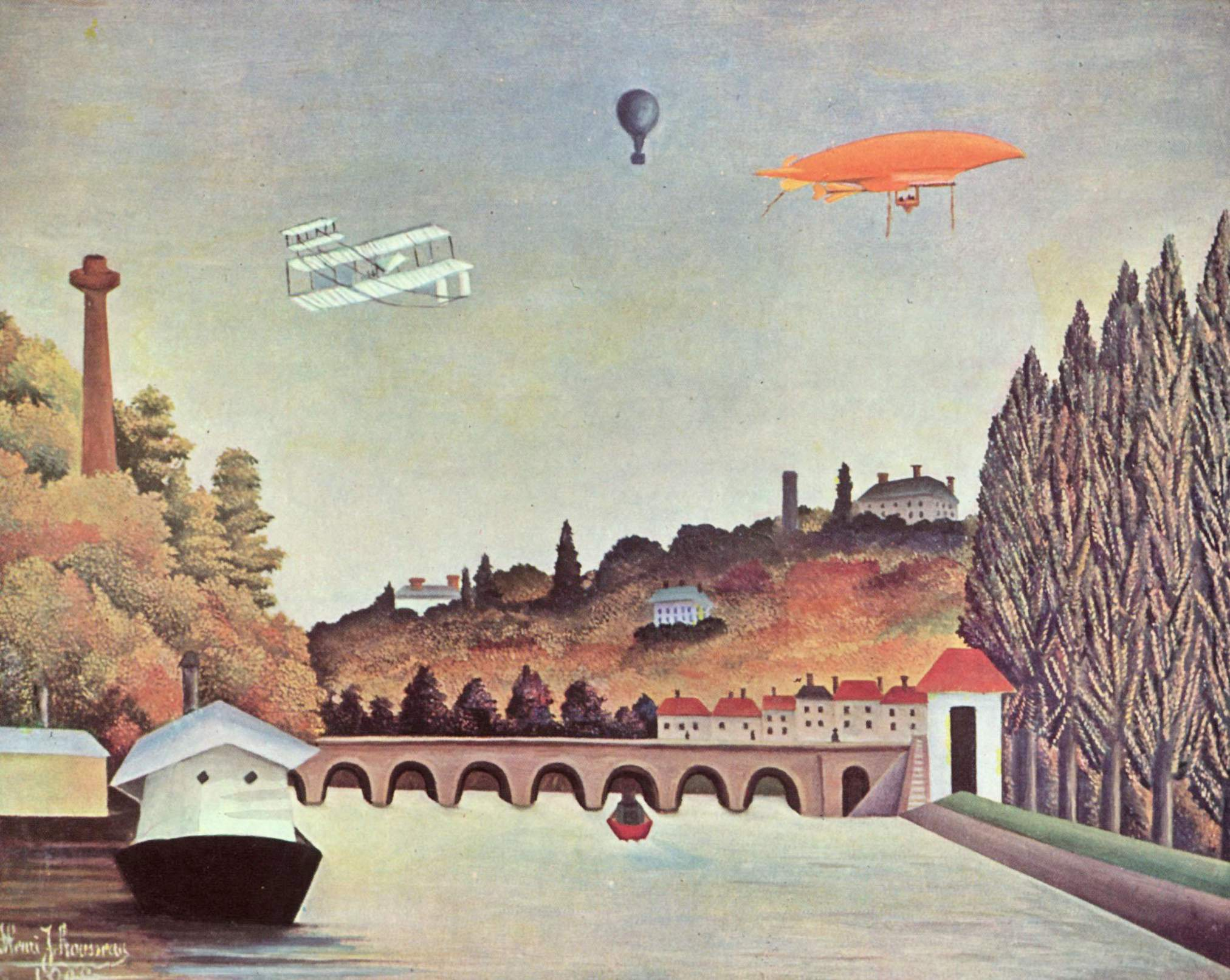
Vista del Pont de Sèvres, Musée des beaux-arts Pouchkin (1908).
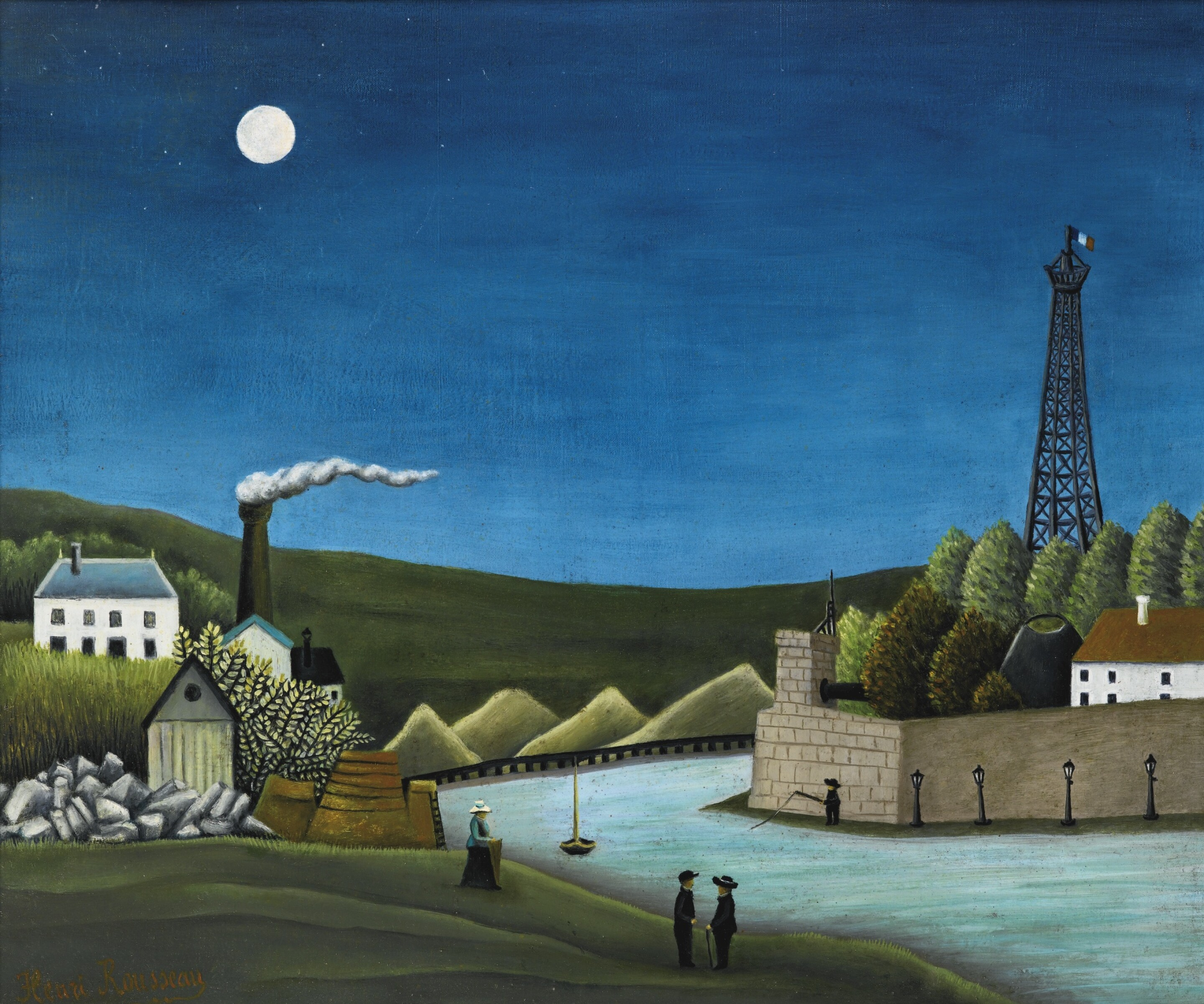
El Sena en Suresnes (antes de 1911).